# Guillaume Beaugé
Pour les articles homonymes, voir Beaugé.
Guillaume Beaugé, peintre français contemporain né en 1944 dans le Val de Loire, a développé son travail dans le sens d'une non-figuration allusive célébrant, entre la terre et l'eau, les éléments matériels de l'univers naturel.

## Biographie
De 1966 à 1971, Guillaume Beaugé fréquente l'École des beaux-arts de Paris, travaillant en dessin avec Roger Plin et en peinture (art monumental) avec Jean Bertholle. Il étudie la figure, le portrait et le paysage et les techniques du collage. Il fréquente ensuite l'atelier de Louis Nallard. Recevant le prix de la Casa Velázquez, Guillaume Beaugé est pensionnaire de l'Institut de France à Madrid de 1976 à 1978, réalisant des portraits et des nus d'après modèle et travaillant le paysage en Andalousie et à Tolède. Il obtient en 1978 le prix Wildenstein de l'Académie des beaux-arts. Boursier des Affaires étrangères en Grèce, il continue ensuite de peindre en 1980 et 1981 d'après les paysages d'Égine et de Delphes.
Guillaume Beaugé construit en 1981 un atelier à Cevelas (Issamoulenc) dans le massif des Boutières, près de Privas en Ardèche, qui lui permet de travailler sur nature durant l'été dans de nombreux carnets (dessins, gouaches, aquarelles), notamment à partir du torrent tout proche, l'Auzène. De 1982 à 1984 il participe à plusieurs expositions collectives et commence d'exposer au Salon des Réalités Nouvelles.
Par la suite il réalise régulièrement des expositions personnelles de son travail à Paris et à l'étranger, notamment à Hudson, aux États-Unis, en 2000 et à Furnes, en Belgique, en 2005 puis à Linéart à Gand et à Karlsruhe en 2004 et 2005 avec la galerie parisienne La Capitale. Il obtient en 2007 le prix Gabriel-Zindel au Salon d'automne.
Guillaume Beaugé a réalisé une commande pour l'hôpital Claude Galien à Quincy-sous-Sénart (1996) et un livre (gravures sur bois rehaussées de gouache) en collaboration avec Pierre-Marc Levergeois (1998). Il a également publié des Notes d'atelier.

## Œuvre
Plusieurs périodes se succèdent dans le travail de Guillaume Beaugé, les Nus bleus (collages-huiles, 1971-1972), les bas-reliefs en bois peint (Arbre et oiseau, Homme, Deux têtes, Source 1972-1976), L'Oiseau mort (huiles, 1978-1980).
De 1984 à 1988 Guillaume Beaugé travaille exclusivement le dessin dans des nus et des portraits (sanguine, bistre, pierre noire, fusain) puis de 1988 à 1990 des paysages à l'huile d'Ardèche et d'Île-de-France. Ses expositions auront ensuite pour titres Aller vers sa nuit (1992), Histoires simples (1994), Grottes et Lyres (1995). Cette période marquée par des gammes nocturnes est suivie par la série plus lumineuse des Tables en terrasse.
Dans L'Eau dans les roches (2000-2006) et les Voix du torrent (2001), où dominent les ocres minéraux, la peinture de Guillaume Beaugé fait paraître, dans son utilisation des ressources des collages et des sables, une expression inédite de la non-figuration.
« Dans mon travail, je me sens profondément en résonance avec la nature. (...) L'Air, l'Eau, le Feu, la Terre s'y révèlent comme composants de notre matérialité (...). Je ne puis intuitivement m'accepter une toile si celle-ci ne reflète pas un alliage dynamique de ces quatre éléments », écrit-il en 2008.
Installé à Montclar, non loin de Carcassonne, Guillaume Beaugé continue, régulièrement dans de grands formats, sa recherche du « paysage peint » dans laquelle le peintre explore « non pas sa vision du monde, mais sa sensation du monde ». Pour Lydia Harambourg qui analyse sa démarche, « Beaugé quête les équivalences formelles et rythmiques du paysage qu'il transpose. (...) Sa peinture recherche un lyrisme qui est la transcription immédiate de sa relation à l'univers. (...) Elle se traduit par une saturation de la matière travaillée dans la lumière qui irradie la surface toute vibrante de touches alertes. Ailleurs, de larges aplats construisent les failles telluriques, des transparences contrastent avec des matités d'ocres, bruns et jaunes, de verts, des blancs creusent l'espace pour une respiration ».
Dans la non-figuration de Guillaume Beaugé, « les formes combinent librement leurs inflexions, les cadences dans un paysage sans perspective. Du brassage des couleurs et des masses naissent les énergies. ». Dans sa « relation fusionnelle avec la nature », le peintre célèbre « les noces de l'air, de la lumière sur les cailloux, les rochers du torrent ».

## Citation
« Dire qu'une toile possède un sujet ne veut pas dire qu'elle exprime une quelconque image de figuration. Elle peut être apparemment 'abstraite' et pourtant offrir un contexte et un vécu dense qui ne puissent la confondre en rien avec le décoratif. »
Guillaume Beaugé, Extrait d'un Journal d'atelier, 2002

## Jugements
« Il est peintre dans l'âme. Il faut dire que ses maîtres étaient des modèles dont il ne pouvait trahir l'enseignement qui recelait des secrets féconds. Bertholle et Nallard ont su approfondir son appétit créateur. (...)  L'artiste procède en deux temps. Il travaille d'abord sur le motif en s'imprégnant du rythme comme des cadences du grand mouvement cosmique que son crayon ou son pinceau arrête, des séries de dessins et d'aquarelles. Les vides, notamment le blanc de la feuille, introduisent des respirations. À l'atelier, l'affrontement avec la toile est différent. La matière est prioritaire. Le pinceau entreprend un face à face avec la couleur, malaxée, forcée, jusqu'à lui faire rendre la lumière. Le sujet disparaît presque pour ne laisser que ses pulsions originelles auxquelles il donne une structure. »
Lydia Harambourg, 2006
« Il change sa palette et use des beiges et des gris ; paysages vus d'un intérieur avec un premier plan de table, et avec ce même premier plan, intérieur vu du dehors. Il rejoint la réalité mais la cadence en la distordant; lignes souples dans une matière qui alterne les zones d'acrylique pur et celles ou il est mêlé au sable et qui donnent à la composition un aspect rude, (2004). Il isole des pans de la nature pour en rendre l'abstraction, Grand torrent rouge (2009) ou Étude de torrent blanc (2010) dont les composantes sont vues d'au plus près, avec leurs boursouflures de papier collé, recouvert des couleurs terriennes ou aquatiques de l'ensemble. »
Jean-Pierre Delarge, Le Delarge, dictionnaire des arts plastiques modernes et contemporains

## Principales expositions personnelles
- 1990, Paris, galerie Peinture Fraîche
- 1992, Aller vers sa nuit, Paris, galerie Peinture Fraîche
- 1994, Histoires simples, Paris, galerie Peinture Fraîche
- 1995, Grottes et Lyres, Paris, Espace 23
- 1996, Paris, galerie Peinture Fraîche
- 1999, Sucy-en-Brie, Orangerie du château
- 2000, Paris, CROUS Beaux-Arts
- 2001, Les Voix du Torrent, Paris, galerie Peinture Fraîche
- 2002, Paris, Fondation Taylor
- 2004, Villeneuve-sur-Yonne, Tour de Sens
- 2004, Paris, galerie Expression libre
- 2004, Paris, galerie La Capitale
- 2005, L'eau dans les roches, peinture 2004-2005, Paris, galerie La Capitale
- 2006, Paris, galerie Expression libre
- 2006, Paris, Académie 25
- 2006, Balazuc, La Roche Haute
- 2006, De la nuit au jour, peinture 1992-2005, Paris, CROUS Beaux-Arts
- 2008, Paris, galerie Expression libre (avec le sculpteur Jean Campa)
- 2009, Paris, galerie Peinture Fraîche
- 2010, Figures et paysages, Paris, La petite galerie (avec le sculpteur François Dimech)
- 2010, Paris, galerie La Capitale
- 2011, Paris, espace Karen Gulden (avec le sculpteur M. M. Roure)
- 2012, De branches et d'eau, Paris, galerie La Capitale
- 2012, Blanquefort, Château Dillon (avec la sculptrice Marie-Madeleine Roure)
- 2013, Paris, galerie La Capitale
- 2014, Espace Bonnefoy, Toulouse
- 2015, Paris, galerie La Capitale
- 2018, Couleurs (avec Alain Chevrette et Charlotte Culot), Château de Vogüé
- 2018, Paris, Hôtel de l'industrie

## Filmographie
- Pascal Becquet, Peinture et nature, 15 minutes, 2009